# Drosophila chaetopeza
Drosophila chaetopeza är en tvåvingeart som beskrevs av Elmo Hardy 1965. Drosophila chaetopeza ingår i släktet Drosophila och familjen daggflugor.
Artens utbredningsområde är Hawaii.